# Папа Геласије I
Папа Геласије I (лат. Gelasius I; Африка - Рим, 21. новембар 496) је био 49. папа од 2. марта 492. до 19. новембра 496.